# Lokia coryndoni
Lokia coryndoni là một loài chuồn chuồn ngô thuộc họ Libellulidae. Nó là loài đặc hữu của Uganda. Môi trường sống tự nhiên của nó là các khu rừng đất thấp ẩm nhiệt đới và cận nhiệt đới. Nó bị đe dọa do mất môi trường sống.